# 아담클리시 전투
아담클리시 전투는 다키아 전쟁 기간에 벌어진 주요 전투이며, 로마 제국과 다키아 측이 101년에서 102년 겨울 오늘날 루마니아의 아담클리시 인근에서 충돌했었다.

## 배경
제2차 타파이 전투에서 승전 후, 트라야누스 황제는 다키아의 수도 사르미제게투사에 대한 공세를 이어나기 위해 봄까지 기다리기로 결정했다. 다키아의 왕 데케발루스는 여기에서 이득을 보았으며, 인근 동맹 부족들인 록솔라니족 및 바스타르나이족등과 함께 로마 병력이 사르미제게투사 근처 산맥에서 철수하도록 하기 위해 다뉴브강 남쪽에 위치한 로마의 모이시아 속주를 공격할 계획을 세웠다.

## 전투
다키아의 병력은 록솔라니 및 바스타르나이 등과 함께 얼어붙은 도나우강을 건넜으나, 당시 날씨는 충분히 차갑지 않았고, 이들의 무게에 강의 얼음이 깨져 여럿이 차가운 물에 빠져 죽게 되었다.
트라야누스는 병력을 산맥에서 이동시켜, 모이시아를 향하는 다키아군을 따랐다. 첫 교전은 니코폴리스 인근 밤에서 벌어졌으며, 양 측에서 적은 사상자가 벌어졌고 중대한 결과는 없다. 그러나, 로마 측이 지원 병력을 받으면서, 로마군은 다키아-사르마티아 동맹군을 구석으로 몰아갈 수 있었다.
결정적 전투는 아담클리시에서 벌어졌고, 다키아와 로마 양 측에서도 어려운 전투이었다. 이 전투의 결과가 로마군에 결정적 승리이었을지라도, 양측은 막대한 피해를 입었다.

## 여파
교전 이후, 트라야누스는 사르미제게투사로 진격하였고, 데케발루스는 강화를 요청했다. 트라야누스는 강화 제안을 받아들였다. 이번의 강화 조건은 로마 제국에 유리했었는데 데케발루스는 로마군에 점령당한 영토를 내놓아야 했고, 도미티아누스 시기 로마인들이 매년 다키아인들에게 보내야 했던 89년 이후 획득한 모든 무기 및 전쟁 기구들을 로마군들에 돌려주어야 했다.
데케발루스는 대외정책에 대해 재고해봐야 했고, 디오 카시우스가 묘사하길 "그의 친구와 적은 로마 제국의 친구와 적이 될 수밖에 없었다".
105년–106년 전쟁 뒤에 이어진 다키아 정복 이후, 트라야누스는 이 전투를 기념하며 109년 아담클리시에 트로파이움 트라이아니를 세웠다. 트로파이움 트라이아니 기념물에는 54개의 메토프로 이뤄진 프리즈가 있었다.

## 같이 보기
- 카피다바